# Pleurothallis vorator
Pleurothallis vorator är en orkidéart som beskrevs av Carlyle August Luer och Roberto Vásquez. Pleurothallis vorator ingår i släktet Pleurothallis och familjen orkidéer. Inga underarter finns listade i Catalogue of Life.